# Línea 194 (Buenos Aires)
La Línea 194 es una línea de colectivos del Área Metropolitana de Buenos Aires. Une la ciudad de Zárate con la Plaza Miserere, Once, en el barrio de Balvanera de la ciudad de Buenos Aires.

## Ramales
La línea cuenta con varios ramales.
- Once - Estación Zárate (Común)
- Once - Estación Zárate (Semi-Rápido)
- Once - Estación Zárate (Expreso)
- Once - Estación Zárate (Directo)
- Once - Campana (Directo)
- Once - Estación Escobar (Común)
- Once - Estación Escobar (Semi-Rápido)
- Once - Estación Escobar (Expreso)
- Plaza Italia - Estación Escobar (Semi-Rápido)
- Plaza Italia - Estación Escobar (Expreso)
- Plaza Italia - Estación Escobar (Directo)
- Plaza Italia - Estación Zárate (Directo)

## Recorrido
Los principales lugares recorridos por los 3 ramales más importantes son:

### Directo (Once-Zárate-Campana)
- Terminal 194, Catamarca 47, Once
- Avenida Pueyrredón y Avenida Corrientes
- Avenida Pueyrredón y Viamonte
- Avenida Pueyrredón y Paraguay
- Charcas y Ecuador
- Anchorena y Avenida Santa Fe
- Avenida Santa Fe y Avenida Coronel Díaz
- Avenida Santa Fe y Avenida Scalabrini Ortiz
- Avenida Santa Fe y Uriarte
- Matienzo
- Juramento
- Roosevelt
- Crisólogo Larralde
- Puente Saavedra
- Panamericana y Avenida 6 de Julio (Campana)
- General Belgrano
- Belgrano y Alberdi
- Jean Jaures y San Martín
- Jean Jaures y Berutti
- 25 de Mayo y Chiclana
- Av. Bartolomé Mitre y Balcarce
- Santiago Del Estero, 100
- Ruta Provincial 6
- Av. Gral. Lavalle y Perito Moreno (Zárate)
- Av. Gral. Lavalle y Pitrau
- Av. Gral. Lavalle y Laprida
- Av. Gral. Lavalle y Larrea
- Av. Gral. Lavalle y Dorrego
- Av. Gral. Lavalle y B. De Irigoyen
- Av. Gral. Lavalle y Pellegrini
- Av. Mitre y Conesa
- Av. Gallesio y Rómulo Noya
- Av. Anta y Av. Antártida Argentina
- Estación Zárate

### Expreso (Once - Zárate)
- Terminal 194, Catamarca 47, Once
- Avenida Pueyrredón y Avenida Corrientes
- Avenida Pueyrredón y Viamonte
- Avenida Pueyrredón y Paraguay
- Charcas y Ecuador
- Anchorena y Avenida Santa Fe
- Avenida Santa Fe y Avenida Coronel Díaz
- Avenida Santa Fe y Avenida Scalabrini Ortiz
- Avenida Santa Fe y Uriarte
- Matienzo
- Juramento
- Roosevelt
- Crisólogo Larralde
- Puente Saavedra
- Colec. Este Ramal Pilar y Ruta 202 (Tigre)
- Terminal El Talar de Pacheco
- Puente Garín
- Panamericana y Av. Perón (Curvón Benavidez)
- Panamericana y Av. Villanueva (Escobar)
- Panamericana y Ruta 26
- Independencia, 200
- Don Bosco y Rivadavia
- Avenida Eugenia Tapia De Cruz, 925
- Av. Tapia De Cruz y Colectora Este
- Los Granaderos
- Parada Río Luján (Campana)
- Panamericana y Avenida 6 de Julio
- General Belgrano
- Belgrano y Alberdi
- Jean Jaures y San Martín
- Jean Jaures y Berutti
- 25 de Mayo y Chiclana
- Av. Bartolomé Mitre y Balcarce
- Santiago Del Estero, 100
- Ruta Provincial 6
- Av. Gral. Lavalle y Perito Moreno (Zárate)
- Av. Gral. Lavalle y Pitrau
- Av. Gral. Lavalle y Laprida
- Av. Gral. Lavalle y Larrea
- Av. Gral. Lavalle y Dorrego
- Av. Gral. Lavalle y B. De Irigoyen
- Av. Gral. Lavalle y Pellegrini
- Av. Mitre y Conesa
- Av. Gallesio y Rómulo Noya
- Av. Anta y Av. Antártida Argentina
- Estación Zárate

### Común (Once- Zárate)
- Terminal 194, Catamarca 47, Once
- Avenida Pueyrredón y Avenida Corrientes
- Avenida Pueyrredón y Viamonte
- Avenida Pueyrredón y Paraguay
- Charcas y Ecuador
- Anchorena y Avenida Santa Fe
- Avenida Santa Fe y Avenida Coronel Díaz
- Avenida Santa Fe y Avenida Scalabrini Ortiz
- Avenida Santa Fe y Uriarte
- Matienzo
- Juramento
- Roosevelt
- Crisólogo Larralde
- Puente Saavedra
- Au. Pascual Palazzo y Laprida (Vicente López)
- Panamericana y Melo
- Panamericana y San Martin
- Panamericana y Malaver
- Panamericana y Ugarte
- Panamericana y Pelliza
- Panamericana y San Lorenzo
- Panamericana y Paraná (San Isidro)
- Panamericana y Edison
- Panamericana y Fondo De La Legua
- Colectora y Thames
- Monroe, 3
- Colectora y Capitán San Martín
- Panamericana y Camino Real
- Colec. Este Ramal Pilar y Ruta 202 (Tigre)
- Terminal El Talar de Pacheco
- Colectora Panamericana (Fca. Ford)
- Puente Garín
- Panamericana y Av. Perón (Curvón Benavidez)
- Panamericana y Av. Villanueva (Escobar)
- Panamericana y Ruta 26
- Independencia, 200
- Don Bosco y Rivadavia
- Avenida Eugenia Tapia De Cruz, 925
- Av. Tapia De Cruz y Colectora Este
- Colectora Este y Av. De Los Inmigrantes
- Parada Transfarmaco
- Colectora Este y Capello
- Colectora Este y Calle 115
- Colectora Este y Águila
- Parada Río Luján (Campana)
- Parada Las Praderas
- Colectora Norte y A. Cordero
- Parada San Jacinto
- Colectora Sur y Demarco
- Colectora Sur y Fremi
- Colectora Sur y Grassi
- Colectora Sur y Av. Bellomo
- Colectora Sur y Viale
- O. Quiroga, 90
- General Belgrano, 1026
- General Belgrano, 818
- Jean Jaures y San Martín
- Jean Jaures y Berutti
- 25 de Mayo y Chiclana
- Av. Bartolomé Mitre y Balcarce
- Santiago Del Estero, 100
- Ruta Provincial 6
- Av. Gral. Lavalle y Perito Moreno (Zárate)
- Av. Gral. Lavalle y Pitrau
- Av. Gral. Lavalle y Laprida
- Av. Gral. Lavalle y Larrea
- Av. Gral. Lavalle y Dorrego
- Av. Gral. Lavalle y B. De Irigoyen
- Av. Gral. Lavalle y Pellegrini
- Av. Mitre y Conesa
- Av. Gallesio y Rómulo Noya
- Av. Anta y Av. Antártida Argentina
- Estación Zárate